# Endeis mollis
Endeis mollis is een zeespin uit de familie Endeidae. De soort behoort tot het geslacht Endeis. Endeis mollis werd in 1904 voor het eerst wetenschappelijk beschreven door Carpenter. 